# Carmel Snow
Carmel Snow, nata Carmel White (Dalkey, 21 agosto 1887 – New York, 7 maggio 1961), è stata una giornalista irlandese.
È considerata la capostipite del giornalismo di moda moderno.
Nasce in Irlanda in un sobborgo di Dublino ma si trasferisce da piccola a New York con la madre che vi apre una sartoria. Torna in Europa a Bruxelles dove studia in un convento, trascorre un periodo a Parigi per poi tornare a New York dove viene assunta nel 1921 come assistente di redazione dalla rivista Vogue.  
Nel 1926 si sposa con George Palen Snow e viene nominata fashion editor di Vogue che però lascia dopo alcuni anni, per diventare, dal 1934 al 1958, redattore capo dell'edizione americana di Harper's Bazaar.
Suo intendimento era la creazione di una rivista per "donne ben vestite con menti ben vestite".
Nel 1947, è stata lei a coniare l'iconico termine "New Look". A Parigi, assistendo alla prima sfilata di Christian Dior, esclamò:"It's such a new look! 
(È un look così nuovo!)" che fu subito adottato come nome della collezione del designer francese. 
Apprezzava molto la nascente alta moda italiana che si affacciava sulla ribalta internazionale nei primi anni '50 e che contribuì a far conoscere negli Stati Uniti con i suoi reportage su Simonetta, Vincenzo Ferdinandi, Emilio Schuberth, Alberto Fabiani, Emilio Pucci, le Sorelle Fontana, Roberto Capucci, Carosa ed altri.
Snow morì nel 1961, mentre stava lavorando al suo libro di memorie "Il mondo di Carmel Snow" che fu pubblicato postumo.
Nel 2020 le An Post irlandesi gli hanno dedicato un francobollo.